# Kolstads säteri
Kolstads säteri är ett säteri i Finspångs kommun (Risinge socken), Östergötlands län. 

## Historik
Kolstads säteri är ett säteri i Risinge socken, Finspånga läns härad. Denna egendom blev som skatte 19 oktober 1618 donerad till kammarrådet och sekreteraren Peder Månsson Utter, om vilken man det berättas fast otroliga saker, såsom att man i moderlivet ska ha hört honom gråta, samt att han sedan under barnaåren en gång, då han badade tillsammans med sina bröder, ska ha sjunkit till bottnen, där han blev liggande till på tredje dagen, då han upphämtades på det sätt, att han fattade tag i en båtshake, med vilken man sökte dragga upp honom. Han var då, berättas det, vid liv, medan en väderblåsa satt sig omkring hans huvud. På detta skattehemman erhölls stadfästelse 26 april 1620 av konung Gustaf Adolf efter Norrköpings beslut och villkor. Utter dog 1623. Efter hans död tillhörde egendomen jämte 51⁄2 mantal underlydande först äldste sonen, överstelöjtnanten Anders Utter och efter hans död 1640 dennes broder, översten Johan Utter (1605–1658), vilken 15 juli 1645 erhöll drottning Kristinas stadfästelse på denna donation, varvid han därjämte köpte rå och rörshemmanen till frälse. Tillhörde vidare hans änka Karin Oxe (död 1675) och därefter sonen, kaptenen Johan Utter (död 1685), vid vilken tid (1683) egendomen kallas säteri, uppbyggt av ett hemman allodial med 5⁄8 mantal rå och rör. Genom köp övergick Kolstad vidare till översten Johan Laurin (död 1698), en av sin tids tappre krigsbussar, som från gemen soldat tjänste sig upp genom alla graderna. Han utbytte egendomen år 1691 till frälse. Ägdes år 1725 av ryttmästaren Fredrik von Schneidern, som var gift med Brita Katarina Lilljenstråhl samt 1760 av deras barn till år 1772, då egendomen såldes av rikets ständers bank, för underlåten inbetalning på ett lån, till överstelöjtnanten Lars Erik Gripenwald, vilken åter förpantade den till hovkamreraren P. Rundberg. Tillhörde vidare dennes son O. Rundberg, (död 1792) samt därefter dennes änka, omgift 1795 med kapten Drake (död 1796) och 1799 med Israel Trolle. Av henne löstes egendomen från Gripenwald. Till år 1820 förblev egendomen inom släkten, men såldes då av O. Rundberg till C. C. Söderberg, vilken år 1852 sålde den till två bönder i Skedevid. Ägdes 1853 av Per Persson samt 1860 av kapten Albert Ekelund.